# Cicurina troglobia
Cicurina troglobia là một loài nhện trong họ Dictynidae.
Loài này thuộc chi Cicurina. Cicurina troglobia được miêu tả năm 2004 bởi Cokendolpher.